# Park Narodowy Cahuita
Park Narodowy Cahuita – park narodowy utworzony 27 grudnia 1982, znajdujący się na południu wschodniego wybrzeża Kostaryki w prowincji Limón w odległości około 40 km na południe od miasta Limón, przy granicy z Panamą. Park zajmuje powierzchnię 234,5 km² z czego 95% to morskie obszary chronione. Park powstał między innymi w celu ochrony rafy koralowej, która zajmuje powierzchnię około 6 km² i zagrożona jest obecnie spływem pestycydów z farm bananów oraz zamulaniem wody spowodowanym wycinką drzew.

## Historia
Park początkowo (od 1970) istniał jako Cahuita National Monument, następnie w 1978 został uznany za park narodowy, niemniej zmiana jego statusu nastąpiła oficjalnie 27 grudnia 1982. W 1992 w wyniku trzęsienia ziemi część rafy koralowej należącej do parku została uniesiona o około 3 m powyżej lustra wody co doprowadziło do jej obumarcia.

## Flora i fauna
Część lądowa parku charakteryzuje się wilgotnym lasem równikowym oraz bagnami namorzynowymi. Strefa przybrzeżna posiada duże ilości drzew kokosowych, drzew migdałowych i roślin winoroślowatych.

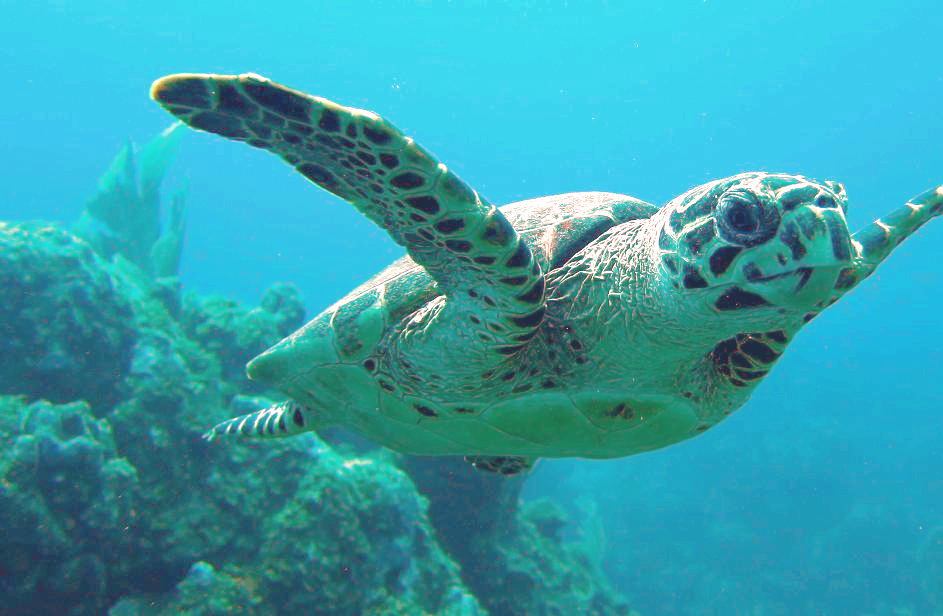
Żółw szylkretowy

Z uwagi na charakter parku jego mieszkańcami są głównie stworzenia wodne w tym 35 gatunków koralowców (m.in. Diploria labyrinthiformis, Elkhorn coral, Staghorn coral, Montastraea cavernosa czy gorgonie), 130 gatunków mięczaków (w tym ośmiornice), szkarłupnie (w tym strzykwy oraz jeżowce), skorupiaki (w tym langusty, homary czy krewetki) oraz około 125 gatunków ryb (w tym te z rodzaju Pomacanthus oraz nefrytek królewski, Holacanthus isabelita). Swoje siedliska mają tu również mureny oraz 3 gatunki rekinów.
Plaże parku są miejscem składania jaj przez żółwie skórzaste, żółwie zielone oraz żółwie szylkretowe. Schronienie w lasach parku znajdują takie zwierzęta jak leniwce, szopy pracze, wyjce, kajmany, pancerniki, tamanduy czy legwany.
Oprócz tego można wyróżnić wiele ptaków m.in. tukany, czaple i papugi wliczając takie gatunki jak ibis zielony, ślepowron żółtoczelny, rakojad, tukan tęczodzioby, Ceyx rufidorsa.